# Edvard Zeuthen Dalgaard
Edvard Zeuthen Dalgaard (født 2. december 1899 i Stege, død 29. august 1977) var en dansk underdirektør og civilingeniør, bror til Aage Dalgaard.
han var søn af skoleinspektør A.M.J. Dalgaard (død 1931) og hustru Anna født Zeuthen (død 1954), blev student fra Hass' Skole 1917, cand.polyt. 1923, ansat i F.L. Smidth & Co. A/S samme år, avancerede til prokurist 1950 og var underdirektør fra 1955 til 1965.
Dalgaard blev gift 1. gang 9. januar 1924 med Else Rübner-Petersen (22. januar 1901 - 1951) og 2. gang 6. januar 1952 med Ingeborg Barslev (17. januar 1914 - ?).